# Couret
Couret – miejscowość i gmina we Francji, w regionie Oksytania, w departamencie Górna Garonna.
Według danych na rok 1990 gminę zamieszkiwało 211 osób, a gęstość zaludnienia wynosiła 49 osób/km² (wśród 3020 gmin regionu Midi-Pireneje Couret plasuje się na 852. miejscu pod względem liczby ludności, natomiast pod względem powierzchni na miejscu 1548.).